# Веслав Хшановський
Веслав Маріан Хшановський (пол. Wiesław Marian Chrzanowski; 20 грудня 1923, Варшава, Польща — 29 квітня 2012, там же) — польський державний діяч. Маршал Сейму Польщі (1991—1993).

## Біографія
Народився в сім'ї професора Варшавського технологічного університету та міністра часів Другої республіки. Під час Другої світової війни воював в рядах Польської військової організації (Narodowej Organizacji Wojskowej), що входила в Армію Крайову, брав участь у Варшавському повстанні. Після війни вступив в Партію праці.
У 1945 році закінчив юридичний факультет Ягеллонського університету, отримав ступінь доктора наук і професора права. Був викладачем і професором права в Католицькому університеті в Любліні. У 1948—1955 рр. — перебував під арештом,
1980 року став радником руху «Солідарність», в 1981 році після 21 років з нього було знято заборону на професійну діяльність в сфері права,
1987—1990 рр. — декан факультету канонічного і цивільного права і світського в університеті Лазарського у Варшаві
1989 р — став одним із засновників партії Християнсько-національне об'єднання, в 1989—1994 році займав пост голови ради партії, січень-грудень 1991 року — міністр юстиції і генеральний прокурор, 1991 г. — обраний до Сейму (глава коаліції Виборча Католицька Акція),1991—1993 рр. — маршал Сейму, 1997—2001 рр. — член Сенату.
У 2001 році заявив про відхід з політики.
Помер 29 квітня 2012 року.